# Валявский, Иван Филиппович
Иван Филиппович Валявский — советский хозяйственный и политический деятель.

## Биография
Родился в 1919 году на территории Бобринецкого района Кировоградской области (ныне — в составе Кропивницкого района). Член КПСС с 1939 года.
До 1945 г. — комсомольский организатор в Кировоградской области, эвакуирован из Украинской ССР.
В 1946—1949 гг. — первый секретарь Кировоградского обкома ЛКСМ Украины.
В 1958—1962 гг. — первый секретарь Кировоградского горкома КП Украины.
В 1962—1964 гг. — работник аппарата Кировоградского промышленного обкома КП Украины.
В 1964—1974 гг. — первый секретарь Кировоградского горкома КП Украины.
Делегат XXII, XXIII и XXIV съездов КПСС.
С 1974 года — персональный пенсионер союзного значения.
Жил в Кировограде.

## Награды
- Орден Трудового Красного Знамени (28.10.1948, 26.02.1958, 22.07.1966, 25.08.1971)